# Прохот
Прохот (словац. Prochot) — село, громада округу Ж'яр-над-Гроном, Банськобистрицький край, центральна Словаччина, регіон Теков. Кадастрова площа громади — 18,51 км². Протікає Прохотський потік.
Населення 559 осіб (станом на 31 грудня 2017 року).

## Історія
Прохот згадується в 1414 році.

## Населення
| Рік:            | 1994. | 2004.    | 2014.   | 2024.   |
| --------------- | ----- | -------- | ------- | ------- |
| Кількість осіб: | 693   | 618      | 567     | 553     |
| Різниця:        |       | -10,82 % | -8,25 % | -2,46 % |

| Рік:            | 2023. | 2024.   |
| --------------- | ----- | ------- |
| Кількість осіб: | 552   | 553     |
| Різниця:        |       | +0,18 % |